# Hideghegy (film)
A Hideghegy (eredeti cím: Cold Mountain) 2003-ban bemutatott amerikai háborús filmdráma, melyet Anthony Minghella írt és rendezett. A film alapjául Charles Frazier azonos című bestsellere szolgált. A főbb szerepekben Jude Law, Nicole Kidman, Renée Zellweger, Natalie Portman, Philip Seymour Hoffman, Melora Walters, Jena Malone, Donald Sutherland és Giovanni Ribisi látható.
A történetét egy sebesült katona meséli el, aki elszökött az amerikai polgárháborúból, hogy visszatérjen a szerelméhez. A film pozitív értékeléseket kapott a kritikusoktól és több fontos díjat elnyert. Renée Zellweger Oscar-, BAFTA- és Golden Globe-díjakat vehetett át a szerepéért.

## Cselekménye
A történet az amerikai polgárháború idején játszódik. Monroe tiszteletes lányával Hideghegyre költözik. Lánya "kisasszonyként" nevelkedett, ezért számára Hideghegy korábbi környezetéhez képest merőben új, ismeretlen élettér. Az apát és lányát befogadja a közösség. Ada és Inman kezdettől fogva vonzódnak egymáshoz, ám közeledésük kissé tétova. Eltérő a társadalmi státuszuk, ráadásul a fiatal nő tapasztalatlan még a férfiakkal. Egymásba szeretnek, de Inman elmegy harcolni a háborúba, ahol a kegyetlen és értelmetlen vérontás közepette a dezertálás mellett dönt, viszont a dezertőröket halálosztagok keresik. Inman hosszú ideig tartó, viszontagságos hazatérésének eseményei közben Hideghegyen is megy tovább az élet, ahol magukra maradt, kiszolgáltatott asszonyok, lányok próbálják fenntartani az életet és a gazdaságot. Ada apja ekkor már nem él, a fiatal nő egyedül, hozzáértés híján nagyon nehezen boldogul. Barátai ajánlására segítségként megérkezik Ruby, és a két merőben különböző habitusú nő együtt, sok munkával, bánatban-örömben végigevickéli a háborús éveket. A film végére Inman hazatér, Ada és ő végre újra találkoznak.
A történet szerelmi szála a film nagy részében vágyakozás, a szerelmesek éveket töltenek egymástól távol, miközben mindketten több megpróbáltatáson mennek keresztül, és csak nagyon kevés időt töltenek egymással a háború előtt és után. A film betekintést ad a háborúnak kitett emberek világába, életkörülményeibe, magatartásába. Kisebb mértékben a harcot mutatja be, nagyobb mértékben a háborúnak a társadalom bizonyos tagjaira gyakorolt hatását, az ő élethelyzeteiket, kiszolgáltatottságukat, kitartásukat, emberségüket vagy éppen szégyenletes embertelenségüket ábrázolja.

## Szereplők
| Szereplő            | Színész                | Magyar hang         |
| ------------------- | ---------------------- | ------------------- |
| Inman               | Jude Law               | László Zsolt        |
| Ada Monroe          | Nicole Kidman          | Pápai Erika         |
| Ruby Thewes         | Renée Zellweger        | Majsai-Nyilas Tünde |
| Maddy               | Eileen Atkins          | Illyés Mari         |
| Stobrod Thewes      | Brendan Gleeson        | Sörös Sándor        |
| Veasey tiszteletes  | Philip Seymour Hoffman | Kálloy Molnár Péter |
| Sara                | Natalie Portman        | Juhász Réka         |
| Junior              | Giovanni Ribisi        | Takátsy Péter       |
| Monroe tiszteletes  | Donald Sutherland      | Helyey László       |
| Teague              | Ray Winstone           | Borbiczki Ferenc    |
| Sally Swanger       | Kathy Baker            | Kubik Anna          |
| Esco Swanger        | James Gammon           | Papp János          |
| Bosie               | Charlie Hunnam         | Nagy Ervin          |
| Georgia             | Jack White             | Kocsis Gergely      |
| Pangle              | Ethan Suplee           | Janovics Sándor     |
| Révészlány          | Jena Malone            |                     |
| Lila                | Melora Walters         |                     |
| Oakley              | Lucas Black            | Zámbori Soma        |
| Shyla               | Taryn Manning          |                     |
| Vak mogyoróárus     | Tom Aldredge           | Versényi László     |
| Orvos               | James Rebhorn          |                     |
| Mrs. Morgan         | Emily Deschanel        |                     |
| Rourke              | Ben Allison            | Welker Gábor        |
| Konföderációs tiszt | William Boyer          | Rudas István        |
| Acton Swanger       | Christopher Fennell    |                     |
| Ellis Swanger       | Erik Smith             |                     |
| Bardolph            | Cillian Murphy         | Szabó Máté          |
| Nym                 | Richard Brake          | Beratin Gábor       |
| Pistol              | Sean Gleeson           | Wohlmuth István     |